# Wybory parlamentarne na Malcie w 1950 roku
W wyborach do Izby Reprezentantów na Malcie w 1950 roku zwyciężyła Partia Narodowa przy frekwencji 74%. Do obsadzenia było 40 miejsc w parlamencie.

## Wyniki
|  | Partia                      | Głosy  | Procent | Mandaty |
|  | --------------------------- | ------ | ------- | ------- |
|  | Partia Narodowa             | 34.131 | 32      | 12      |
|  | Partia Pracy                | 30.332 | 29      | 11      |
|  | Maltańska Partia Robotników | 24.616 | 23      | 11      |
|  | Partia Konstytucyjna        | 10.584 | 10      | 4       |
|  | Niezależni                  | 9.166  | 6       | 2       |